# Linnuse (Viru-Nigula)
Linnuse is een plaats in de Estlandse gemeente Viru-Nigula, provincie Lääne-Virumaa. De plaats heeft de status van dorp (Estisch: küla) en telt 44 inwoners (2021).
Linnuse ligt ten zuiden van de stad Kunda en aan de rivier Kunda. Ten westen van Linnuse loopt een goederenspoorlijn, die het industrieterrein van Kunda met het Estische spoorwegnet verbindt.

## Geschiedenis
Bij Linnuse liggen de resten van een nederzetting uit het Mesolithicum, die de Kunda Lammasmägi wordt genoemd naar de dichtstbijzijnde stad. De Kundacultuur is vernoemd naar deze vindplaats.
Bij Linnuse staat ook de ruïne van het landhuis van het landgoed Kunda, dat tijdens de Tweede Wereldoorlog verloren is gegaan. Het landgoed werd voor het eerst genoemd in 1443. Vanaf de jaren veertig van de 19e eeuw tot aan de onteigening door het onafhankelijk geworden Estland in 1919 was het landgoed in handen van de familie Girard de Soucanton. John baron Girard de Soucanton stichtte in 1870 een cementfabriek in wat nu de stad Kunda is. De fabriek is nog in bedrijf, maar niet meer in het oorspronkelijke pand. Het landhuis was gebouwd rond 1770. Enkele bijgebouwen zijn wel bewaard gebleven.
Linnuse werd pas rond 1939 een zelfstandig dorp. Voor die tijd hoorde het bij Kunda, dat in 1938 stadsrechten had gekregen.

## Foto's

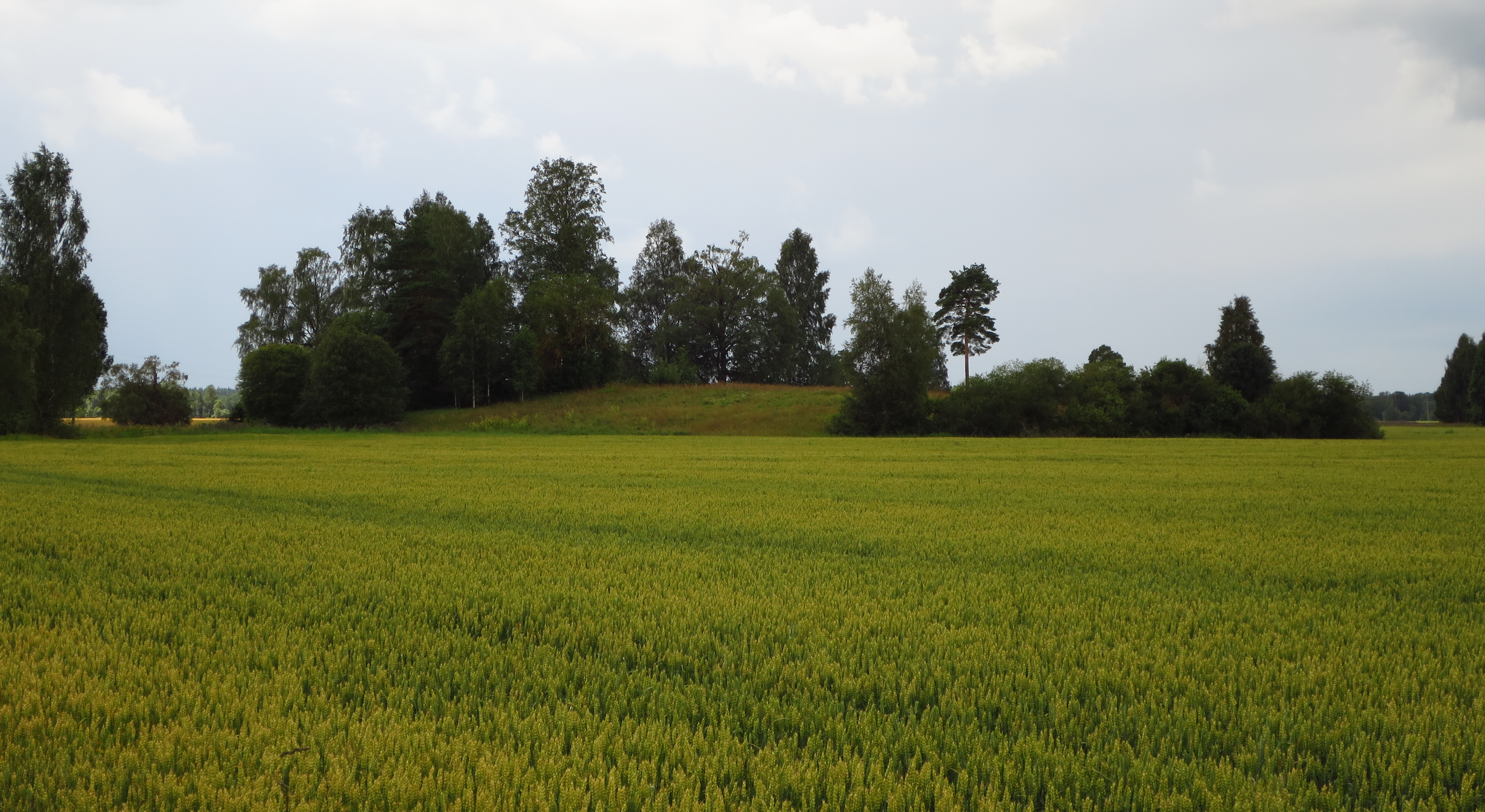
Kunda Lammasmägi
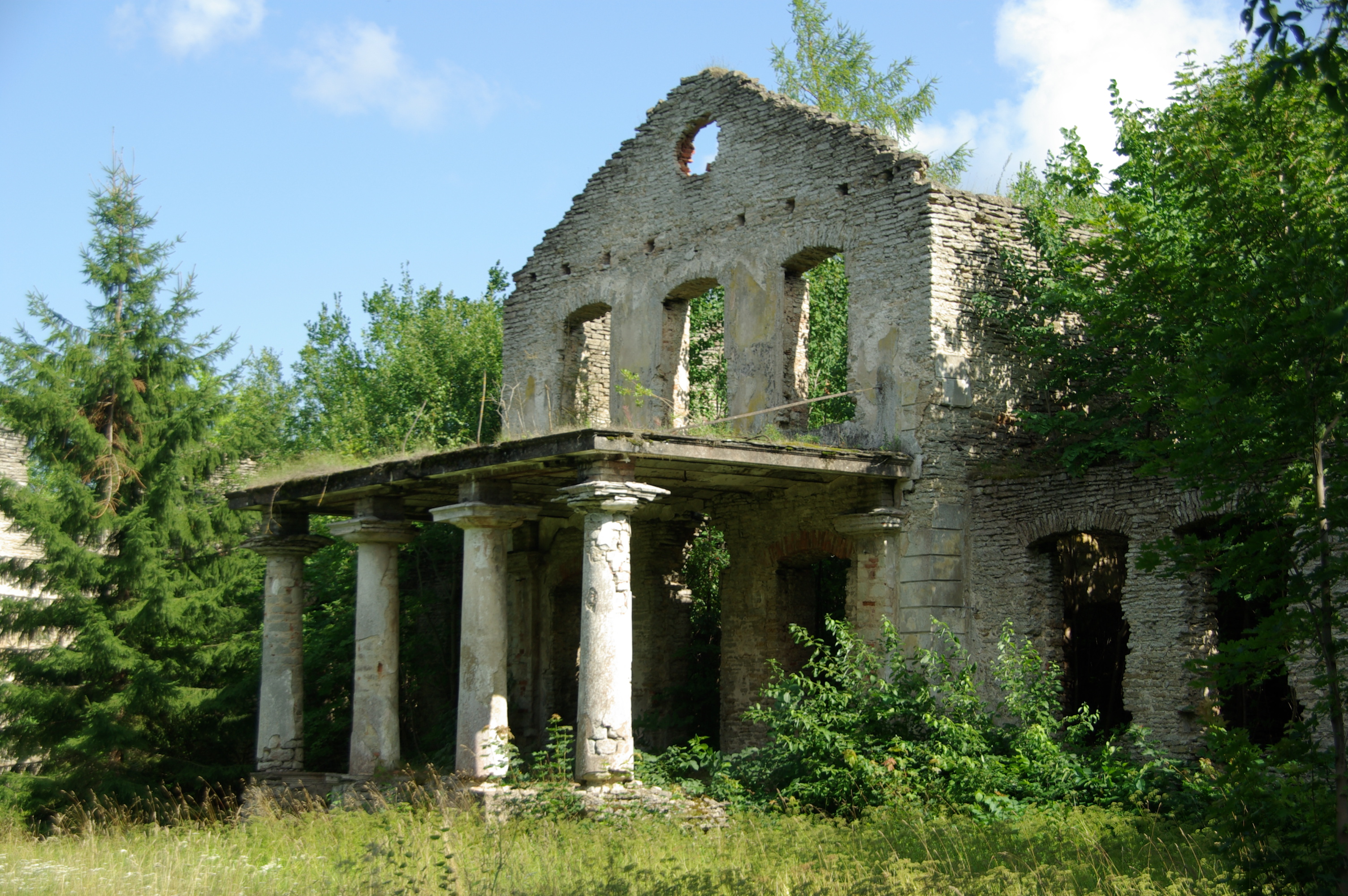
Ruïne van het landhuis